# Fuzzing
Fuzzing, también conocido como fuzz testing, es una técnica de pruebas de software desarrollado por el científico Barton Miller para determinar si los puntos débiles de un programa implican un riesgo de seguridad en software o en sistemas de ordenadores. La técnica consiste en proporcionar datos inválidos, inesperados o aleatorios a las interfaces de introducción de datos para comprobar si las rutinas de solución detectan las entradas erróneas. Este proceso puede durar bastante tiempo (incluso días), pero es una medida útil para prevenir problemas tales como caídas, aserciones de código erróneas, o para encontrar potenciales filtraciones de memoria.